# Neolttwigi
El neolttwigi o nol-ttwigi (coreano:널뛰기) es un juego de exteriores tradicional coreano que juegan las niñas y mujeres. Por lo general se lo practica durante las festividades tradicionales tales como el Año nuevo coreano, Chuseok, y Dano. 
El neolttwigi es similar al subibaja, excepto que los participantes se encuentran parados en cada extremo del Neol (tablón) y saltan, impulsando hacia arriba a la persona ubicada en el otro extremo. Cuando se lo realiza como espectáculo, a menudo se incluyen trucos acrobáticos tales como vueltas en el aire o saltar la soga en el aire.
Se cree que las mujeres Yangban desarrollaron el Neolttwigi para ver por sobre los muros que rodeaban a sus casas, ya que tradicionalmente en Corea rara vez se les permitía a las mujeres salir de su morada, excepto de noche.
- Wikimedia Commons alberga una categoría multimedia sobre Neolttwigi.